# 森下亮
森下 亮（もりした りょう、1977年7月5日 - ）は、日本の俳優。大阪府出身。クロムモリブデンの劇団員であり、芸能事務所はリコモーションに所属している。
身長175cm、体重53kg。体脂肪率7%。
血液型O型。神戸学院大学法学部卒。
クロムモリブデンの役者陣の中では最古参であり、「ミスタークロム」と呼ばれる。
カルビーのア・ラ・ポテト好きを主張し続けた結果、2021年、ついにカルビーから「カルビー公式ア・ラ・ポテト大使」に就任した。
「森下君はドヤ顔とマナーで出来ている」久保貫太郎　談

## 略歴
1997年クロムモリブデン入団

## 受賞歴
2007年佐藤佐吉賞最優秀助演男優賞（空想組曲「小さなお茶会。」での演技にて）
2011年こりっち舞台芸術まつり春俳優賞（クロムモリブデン「裸の女を持つ男」での演技にて）

## 人物
- 異様なまでの細身なシルエットから、クロムモリブデンではその体型を生かした役柄が多い。
- クロムモリブデンの在阪時代から外部出演（客演）が多く、関西小劇場界での人脈が太い。また、東京移転後も積極的な外部出演を続けている。
- 岡村靖幸に傾倒。その敬愛ぶりは「キミに岡村靖幸がどんなにすごいかこっそり教えてあげる」というタイトルの一人芝居を上演したほどである。
- EeLのバックダンサーを務める。ライブではピンクのスーツを身に纏い奇妙なダンスを繰り広げる。
- 上田現のはとこにあたり、劇団鹿殺し「ベルゼブブ兄弟」で終演後の「アフター森下亮」と名付けたイベントで「水溶性」を熱唱したことがある。
- 映画・演劇の専門学校「ENBUゼミナール」にて、不定期にワークショップ講師を務めている。
- クイズが好きで、高校生時代にはクイズ研究会を自ら立ち上げ部長を務めていた。時折番組内で「森下クイズ」を行う。俳優と観客一体型ゲームイベント「ザ・アナログゲーム・ショウ」では、ゲームマスターも務める。

## 主な出演

### 舞台
クロムモリブデン作品
| 公演名                             | 公演日程               |
| ---------------------------------- | ---------------------- |
| lynch,lynch,lynch                  | 1997年5月              |
| LAB CHAN ラボちゃん                | 1997年11月             |
| ソドムの中                         | 1998年5月              |
| ZONE                               | 1998年10月             |
| SOLALIS                            | 1998年11月             |
| ベジタブル・キングダム             | 1999年6月              |
| カラビニラダー雪22市街戦ナウ       | 1999年11月、2000年1月  |
| キレレレのイエロー                 | 2000年9月              |
| エスエフ                           | 2001年4月              |
| おやっさん（クロムモリシタン名義） | 2001年8月              |
| 去勢クラブ                         | 2001年12月、2002年2月  |
| 惑星ボヨヨンの憂鬱                 | 2002年6月              |
| マルオ                             | 2002年8月 - 2002年9月  |
| ぐるぐるスト→キン                  | 2002年12月             |
| 直接KISS                           | 2003年4月              |
| なかよしshow                       | 2004年1月 - 2月        |
| ユカイ号                           | 2004年6月 - 7月        |
| ボウリング犬エクレアアイスコーヒー | 2004年12月 - 2005年1月 |
| ボーグを脱げ！                     | 2005年8月 - 9月        |
| 猿の惑星は地球                     | 2006年9月 - 10月       |
| マトリョーシカ地獄                 | 2007年4月 - 5月        |
| スチュワーデスデス                 | 2007年12月 - 2008年1月 |
| 血が出て幸せ                       | 2008年7月 - 8月        |
| テキサス芝刈機                     | 2008年11月             |
| 空耳タワー                         | 2009年6月              |
| 不躾なQ友                          | 2009年12月 - 2010年1月 |
| 恋する剥製                         | 2010年6月 - 7月        |
| 裸の女を持つ男                     | 2011年4月              |
| 節電 ボーダー トルネード           | 2011年12月             |
| 進化とみなしていいでしょう         | 2012年7月 - 8月        |
| 連続おともだち事件                 | 2013年3月              |
| 曲がるカーブ                       | 2013年12月 - 2014年1月 |
| 七人のふたり                       | 2015年5月 - 6月        |
| 翼とクチバシもください             | 2016年5月 - 6月        |
| 空と雲とバラバラの奥さま           | 2017年4月 - 5月        |
| たまには海が泳げ！                 | 2018年3月 - 4月        |

外部出演
| 公演名                                                                    | 公演日程 |
| ------------------------------------------------------------------------- | -------- |
| Ugly duckling「くちなしジョッキィ」                                       | 2002年   |
| ニュートラル「ふしぎのとも」                                              | 2003年   |
| よしもとrise-1シアターアンテナ劇場。「コメディエンヌNo.1」                | 2003年   |
| メイシアタープロデュース「木偶の坊や」                                    | 2003年   |
| ニュートラル「音楽が呼んでいる」                                          | 2004年   |
| 別冊トランスパンダ＋「三人姉妹」(映像出演)                                | 2004年   |
| 国民デパリ「キミに岡村靖幸がどんなにすごいかこっそり教えてあげる」        | 2005年   |
| 国民デパリ「いたいみたいしたいみたい」                                    | 2005年   |
| 東京「ドレスを着た家畜が…」                                               | 2005年   |
| bird's eye-view「un_titled」                                              | 2005年   |
| ナカたナカ「LUCKY STRIKE」                                                | 2005年   |
| pinkish!「1×1」宮川サキ・森下亮二人芝居                                   | 2005年   |
| bird's eye-view「Endless Ribbon」                                         | 2005年   |
| 30-DELUX「オレノカタワレ」                                                | 2006年   |
| 王子小劇場プロデュース「俺の屍を越えてゆけ」                              | 2006年   |
| オッホ「ナーバスな虫々」                                                  | 2007年   |
| 空想組曲VOL.3「小さなお茶会。」                                           | 2007年   |
| 「イノチトリなゲーム」                                                    | 2008年   |
| G-upプロデュース「ペガモ星人の襲来」                                      | 2008年   |
| 劇団鹿殺し「ベルゼブブ兄弟」                                              | 2009年   |
| 演劇集団キャラメルボックス「さよならノーチラス号」                        | 2009年   |
| バッファロー吾郎特別公演「たそがれドラゴンボール」                        | 2010年   |
| 「FUKAIPRODUCE羽衣LIVE」                                                  | 2010年   |
| 本能中枢劇団「家庭の安らぎの喜びと恐怖」                                  | 2010年   |
| 「日本モンティ・パイソン宣言」                                            | 2010年   |
| 王子小劇場プロデュースgiggle(ギグル)♯001「アレルギー」                    | 2011年   |
| キャラメルボックス アナザーフェイス「ナツヤスミ語辞典」                   | 2011年   |
| 巨顔レンズVol.2 「くるぶし」                                              | 2011年   |
| ドラ基地Vol.1 「アイニク」                                                | 2012年   |
| 東京ハートブレイカーズ「グレイテストヒッツ＋」                            | 2012年   |
| ライズ・プロデュース「眠れない羊」                                        | 2012年   |
| 少年社中「ラジオスターの悲劇」                                            | 2013年   |
| FUKAIPRODUCE羽衣 第16回公演「Still on a roll」                            | 2013年   |
| キリンバズウカ「マチワビ」                                                | 2013年   |
| PANDAJOCKEY「月の番犬」                                                   | 2014年   |
| トーキョーハイライト「俳優・美濃部輝久」                                  | 2014年   |
| 表現・さわやか 10Th anniversary! 「The Greatest Hits Of HYOGEN SAWAYAKA」 | 2014年   |
| FUKAIPRODUCE羽衣10周年記念特別公演「よるべナイター」                      | 2014年   |
| LAUSU×空想組曲「眠れない羊」                                              | 2014年   |
| 風琴工房「penalty killing」                                               | 2015年   |
| KUNIO12「TATAMI」                                                         | 2015年   |
| ナッポスユナイテッド「TRUMP」                                             | 2015年   |
| 第26回下北沢演劇祭 スイッチ総研「下北沢演劇祭スイッチ」                   | 2016年   |
| 風琴工房「penalty killing-remix ver.－」                                  | 2017年   |
| キ上の空論#7「青の凶器、青の暴力、手と手。この先、」                      | 2017年   |
| to R mansion 「The Wonderful Parade」                                     | 2018年   |
| FUKAIPRODUCE羽衣 深井順子40歳記念 第23回公演「春母夏母秋母冬母」          | 2018年   |
| キャラメルボックス「ながれぼしのきもち」                                  | 2018年   |
| serial number「アトムが来た日」                                           | 2018年   |
| 劇団アカズノマ「夜曲 nocturne」                                           | 2019年   |
| T-works「THE Negotiation」                                                | 2019年   |
| 劇団た組。第18回目公演「在庫に限りはありますが」                          | 2019年   |
| ピウス企画「ヒューマンエラー」                                            | 2019年   |
| キ上の空論「紺屋の明後日」                                                | 2019年   |
| serial number「コンドーム0.01」                                           | 2019年   |
| ちび太ン家presents「やってみるのだ！フォーエヴァー」                      | 2019年   |
| CBGKシブゲキ!!presents「春母夏母秋母冬母」                                | 2020年   |
| FUKAIPRODUCE羽衣LIVE「グッドディスタンス」                                | 2020年   |
| 岬のマヨイガ                                                              | 2021年   |
| よろこびの歌                                                              | 2021年   |
| THE Negotiation:Returns                                                   | 2021年   |
| トリツカレ男                                                              | 2021年   |
| Secret War〜ひみつせん〜                                                  | 2022年   |
| イノセント・ピープル〜原爆を作った男たちの65年〜                          | 2024年   |
| スターライドオーダー2                                                     | 2024年   |

### イベント
朗読会
- 日本劇作家協会 月いちリーディング「わたしを落とした」（2012年10月27日）
- 劇作家協会新人戯曲賞 ドラマリーディング「沙羅、すべり』（2013年8月4日）
- 日本劇作家協会 月いちリーディング「夜明けの街に清き一票」（2016年11月12日）

トークライブ
- オケタニイクロウトークライブ「オケタニのトモダチ004」（2012年7月7日）
- トークライブ「夜のラジオボンバー」（2014年2月4日）
- トークライブ「夜のラジオボンバー2nd」（2016年8月20日）
- トークライブ「君の知らない名作僕が教えるから僕の知らない名作君が教えて」(2021年12月)
- トークライブ「君の知らない名作僕が教えるから僕の知らない名作君が教えて2022」(2022年12月)

ゲームイベント
- ザ・アナログゲーム・ショウ[8] （2016年10月 - ）
- すゞひ企画・演劇×体験型ミステリー『紫陽花と君と止まった時間』（2017年6月6日 - 15日、原宿ヒチツキチオブスクラップ）
- 佐藤貴史とベストフレンド〜本当の友達は誰だ!?質問大喜利ゲーム!〜（2017年6月23日、新宿ロフトプラスワン）
- 佐藤貴史とベストフレンド〜みんなでゲームして友達になっちゃおう〜（2018年3月4日、新宿ロフトプラスワン）
- ザ・アナログゲーム・ウォー (2018年11月21日、原宿ヒミツキチオブスクラップ)
- すゞひ企画・演劇×体験型ミステリー『ルートだけが知る手紙』（2019年5月28日 - 6月2日、J-SQUARE SHINAGAWA）
- すゞひ企画・演劇×体験型ミステリー『サラバ、偉大な魔法使い』(2020年1月8日-13日、J-SQUARE SHINAGAWA)
- ピウス×オラクルナイツ 人狼TLPT S「トランスミッション」(2021年7月)
- ザ・プライスダウン・ショウ(2022年10月27日、リアル脱出ゲーム原宿)

### テレビ番組
ドラマ
- 「ホカベン」 第8話（2008年6月4日、日本テレビ）
- ドキュメンタリーホラードラマ 物呪〜モノロイ〜（2009年12月28日、日本テレビ）
- 幸せになろうよ 第7話（2011年5月30日、フジテレビ）
- 勝・新 KatsuAra（2012年3月11日 - 4月8日、WOWOW）
- PRICELESS〜あるわけねぇだろ、んなもん!〜 第3話（2012年11月5日、フジテレビ）
- ガリレオ 第2シーズン 第三章（2013年4月29日、フジテレビ）
- 救命病棟24時 第5シリーズ 第4話（2013年7月30日、フジテレビ） - 岩渕達也 役
- 新・ミナミの帝王 金儲けの方法、教えます!（第8作）（2014年2月8日、関西テレビ）
- 山田太一ドラマスペシャル 時は立ちどまらない（2014年2月22日、テレビ朝日）
- 隠蔽捜査第10話、最終話（2014年3月17日・24日、TBS） - 小宮山英二 役
- 金曜プレミアムスペシャルドラマ 私という名の変奏曲（2015年10月2日、フジテレビ）
- 私 結婚できないんじゃなくて、しないんです 第4話（2016年5月6日、TBS） - 都築礼司 役
- 連続テレビ小説「とと姉ちゃん」 第139回 - 第142回（2016年9月12日 - 15日、NHK） - 広海電機工業の技術者 役[9]
- 脳にスマホが埋められた!　第8話（2017年8月24日、読売テレビ）
- ホリデイラブ 第4話（2018年2月16日、テレビ朝日） - 人事部萩本 役
- あなたの番です 第15話（日本テレビ、2019年8月4日） - 食肉加工場の職員 役
- 妖怪シェアハウス第5話（テレビ朝日、2020年8月29日)
- 漂着者 (テレビ朝日、2021年8月) - なりすまし運転手 役
- 真犯人フラグ 第7話・12話（2021年11月28日・2022年1月16日、日本テレビ） - サイバー捜査班の解析員 役
- アトムの童 第６話(2022年)　- 木内健司 役
- 警視庁考察一課 第1話（2022年） - 小沢丈 役
- リバーサルオーケストラ（2023年） - 黒木修 役
- PORTAL-X 〜ドアの向こうの観察記録〜 第3話（2024年） - 植村博 役[10]
- 海に眠るダイヤモンド 第8話（2024年12月15日）- 長崎の医師　役

#### バラエティ・他
- ナンバ壱番館（2004年、ABC）
- ネオコラ!東京環境会議（2008年10月13日、フジテレビ）
- いきなり絶体絶命バラエティ!「どぴんち」（2011年5月27日、フジテレビ）
- 演劇人は、夜な夜な、下北の街で呑み明かす… 第4夜（2016年7月 前編20・22日/後編27・29日、BSスカパー!）
- 超逆境クイズバトル!! 99人の壁 『アイス＆グミ＆駄菓子…菓子メーカー社員を倒せ』(2021年6月26日、フジテレビ)

テレビアニメ
- 「おしゃべり唐あげ あげ太くん」（2017年7月 - 9月、広島テレビ放送） - ポテサラのポテ介 役

### ラジオ番組
パーソナリティ
- 調布FMラジオボンバー 「森下亮・久保貫太郎の死ぬまでにしゃべりたい7万のこと」（毎週土曜日10:00〜10:15、調布FM）

ラジオドラマ・ゲスト
- ラジオドラマSTORY FOR TWO「たとえば虫なら」（2004年12月17日、Kiss-FM KOBE）
- 王子小劇場ラジオ「コミュニティラジオ きたくなるまち」（2009年11月18日収録、11月20日放送）
- ヨーロッパ企画「永野・本多の劇的ラジオ」（2010年5月21日、KBS京都）
- サントリー・サタデー・ウェイティング・バー「アバンティ」（2011年1月1日、TOKYO FM）
- オーディオドラマ FMシアター 「エーテル」（2012年9月15日、NHK-FM）
- オーディオドラマ 青春アドベンチャー「海に降る」（2012年11月19日 - 30日、NHK-FM）
- オーディオドラマ 青春アドベンチャー「小惑星2162DSの謎」（2014年5月26日 - 30日、NHK-FM）
- オーディオドラマ FMシアター「ブルームーンの向こう側」（2016年10月15日）

### 映画
- 「マイ・プロジェクト」（東映・教育映画、2003年）
- 「電撃BOPのセクシーマザーファッカーズに!!」（島田角栄監督、2006年）
- 「小森生活向上クラブ」（片島一貴監督、2008年）
- 「老後の資金がありません！」(前田哲監督、2021年)

### PV
- ミュージックビデオクリップ・いきものがかり「あなた」（2015年5月13日発売）

### CM
- au・LISMO（2011年4月期） - 声の出演
- オリックス エバードライブ (2018年)
- エバラ「プチッと鍋」(2020年)
- 日本コカ・コーラ「檸檬堂」(2022年)

### その他
WEB
- 三度のメシより小劇場! 第2回ゲスト（Ustream、2015年7月30日）
- 「ゆるろぐげーむTV」(ニコニコ生放送、2017年12月29日)
- CoRich舞台芸術！チャンネル(YouTube、2021年11月1日スタート)

## 連載
- シアターガイド「わたしの今月」 (2008年2月号 - 7月号、2016年7月号 - 12月号）
- シアターガイド「俺が食べれば桶屋が儲かる」(2009年5月号 - 10月号）